# 에머슨 음낭가과
에머슨 담부조 음낭가과(영어: Emmerson Dambudzo Mnangagwa, 1942년 11월 15일~)는 짐바브웨의 혁명가이자 정치인으로 2017년 11월 24일부터 짐바브웨의 대통령을 역임하고 있다. ZANU-PF의 회원이자 로버트 무가베 전 대통령의 오랜 동맹자였던 그는 2017년 11월까지 무가베의 부통령이었다. 그는 논란이 된 2018년 총선에서 대통령으로서 첫 임기를 채웠다.
음낭가과는 1942년 남로디지아의 샤바니에서 쇼나족 가문의 아들로 태어났다. 그의 부모는 농부였고, 1950년대에 그의 아버지의 정치적 활동 때문에 그와 그의 가족은 북로디지아로 이주해야만 했다. 그곳에서 그는 반식민지 정치에서 활동하기 시작했고, 1963년 짐바브웨 아프리카 민족 연합(ZANU)의 무장단체인 새롭게 새로 결성된 짐바브웨 아프리카 민족해방군에 입대했다. 1964년 로디지아로 돌아온 그는 동부 고원 지역의 백인 소유 농장을 공격한 "크로커다일 갱"의 지도자였다. 1965년, 그는 빅토리아 요새 (현재의 마스빙고) 근처의 기차에 폭탄을 투하하여 10년 동안 수감되었고, 그 후 석방되어 최근에 독립한 잠비아로 추방되었다. 어느 순간 잠비아 대학교에서 법학을 공부하고 2년간 변호사로 활동하다 모잠비크로 건너가 ZANU에 재가입했다고 한다(음낭가과가 법을 공부했다는 증거는 전 학우나 교사로부터 없다). 모잠비크에서 그는 로버트 무가베의 보좌관이자 경호원으로 임명되었고, 1980년 짐바브웨가 독립을 승인한 랭커스터 하우스 협정에 그와 동행했다.
독립 후, 음낭가과는 무가베 정권 하에서 일련의 고위 내각 직책을 맡았다. 1980년부터 1988년까지 그는 국가의 첫 국가안전보위부 장관을 역임했으며, 중앙정보기구를 감독했다. 재임 기간 동안 수천 명의 은데벨레인이 살해된 쿠쿠라훈디 학살 사건에서 그의 역할은 논란의 여지가 있다. 음낭가과는 1989년부터 2000년까지 법무, 법무, 의회장관을 지냈고 2000년부터 2005년까지 국회의장을 지냈다. 그는 2008년 총선에서 무가베의 선거운동을 이끌었고, 야당인 민주변화운동 - 창기라이에 대항하는 정치적 폭력을 조직했다. 음낭가과는 2009년부터 2013년까지 국방부 장관을 지냈으며, 이후 다시 법무부 장관이 되었다. 그는 또한 2014년 제1부통령으로 임명되었고 무가베의 뒤를 이을 유력한 후보로 널리 고려되었다.
음낭가과의 승세는 무가베의 아내 그레이스 무가베와 40세대 정파에 의해 반대되었다. 무가베는 2017년 11월, 음낭가과를 해임하고 남아프리카 공화국으로 도망쳤다. 얼마 지나지 않아, 짐바브웨 방위군과 음낭가과의 라코스테 정파의 지원을 받은 콘스턴틴 치웽가 장군이 쿠데타를 일으켰다. ZANU-PF의 지지를 잃은 후 무가베는 사임했고 음낭가과는 짐바브웨로 돌아와 대통령직을 맡았다.
음낭가과는 쇼나어로 악어라는 뜻의 "가웨(Garwe)" 또는 "응웨나(Ngwena)"라는 별명으로 불리는데, 처음에는 그가 설립한 게릴라 단체의 이름이었기 때문이다. 그를 지지하는 ZANU-PF 내 파벌은 악어 로고를 가진 프랑스 의류 회사의 이름을 따서 라코스테라고 불린다. 그는 그의 고향 미들랜즈주에서 "대부"로 알려져 있다.
음낭가과는 《타임》 매거진의 2018년 가장 영향력 있는 100인에 포함되었다.

## 2017년 쿠데타
음낭가과는 2017년 11월 8일, 부통령직에서 해임된 지 이틀 만에 모잠비크와 남아프리카 공화국으로 도피했다. 약 일주일 후인 2017년 11월 14일, 짐바브웨 군대가 하라레에 집결하여 짐바브웨 방송(ZBC)과 도시의 주요 지역을 장악했다. 다음 날, 짐바브웨 방위군을 대표하는 시부시소 모요 소장은 ZBC를 통해 생방송으로 성명을 발표했다. 모요는 군부가 권력을 장악하지 않고 있으며 로버트 무가베 대통령은 안전하며 군부가 국가 문제에 책임이 있는 범죄자들을 목표로 하고 있다고 주장했다.
2017년 11월 19일, 무가베는 ZANU-PF에 의해 해임되었고, 그레이스 무가베와 20명의 고위 지지자들은 당에서 추방되었다. 당시 남아프리카 공화국에 있던 음낭가과는 당의 새 지도자로 선출됐고, 곧 대통령이 될 것으로 예상됐다. 무가베 대통령은 탄핵 절차가 시작되기 전인 11월 20일, 정오까지 사임해야 했다. 무가베는 당초 사퇴를 거부했으나 결국 탄핵을 받기 전날 사임했다. ZANU-PF는 즉시 음낭가과를 그의 후임자로 지명하였고, 48시간 이내에 그가 후임으로 취임할 것이라고 발표하였다. 음낭가과는 남아프리카 공화국에서 11월 22일 짐바브웨로 돌아왔다. 국영방송 ZBC는 음낭가과가 2017년 11월 24일에 취임할 것이라고 발표했다. 음낭가과는 취임 전날 지지자들로부터 40세대를 공격하라는 요구가 나오자 추종자들에게 정치적 적들에 대한 "복수"를 추구하지 말 것을 촉구했다.

## 대통령직

### 취임식
음낭가과는 2017년 11월 24일, 하라레 국립 스포츠 경기장에서 약 60,000명의 군중 앞에서 짐바브웨의 대통령으로 취임했다. 접대는 짐바브웨의 가수 자 프라자가 제공했으며, 참석자 중에는 야당 지도자 모건 창기라이, 조이스 무주루 등 몇몇 아프리카 지도자들과 외국 고위 인사, 국내 정계 인사들이 포함되어 있었다. 외국 정상으로는 보츠와나의 부통령 모크위치 마시시, 모잠비크의 대통령 필리프 뉴시, 잠비아의 대통령 에드거 룽구, 전 대통령 케네스 카운다, 사우디아라비아의 왕세자 무함마드 빈 살만 알사우드, 나미비아의 전 대통령 샘 누조마와 히피케푸니에 포함바 그리고 부통령 니키 이얌보등이 참석했다. 짐바브웨를 방문한 영국 아프리카 국무부 장관인 로리 스튜어트는 취임식에 참석해 무가베 대통령이 집권한 이후 "엄청난 통치"를 한 후 "엄청난 순간"이라고 설명했다. 로버트 무가베 대통령과 부인 그레이스 무가베 여사는 불참한 것으로 알려졌다. 남아프리카 공화국의 대통령 제이컵 주마도 참석하지 않았지만 통신부 장관 시야봉가 츄엘레가 대표했다.
음낭가과는 루크 말라바 대법원장에 의해 취임했다. 취임사에서, 그는 모든 시민들에게 봉사하고, 부패를 줄이고, 고군분투하는 나라의 경제에 활력을 불어넣을 것이라고 맹세했다. 그는 무가베 대통령과 거리를 두며 "세상과 다시 싸울 것"을 약속했지만 전임자에게도 경의를 표하며 "아버지, 멘토, 전우, 그리고 나의 지도자"라고 칭송했다. 그는 또한 무가베가 2000년 이후 토지개혁 계획은 유지되지만 백인 농부들이 토지를 압류한 것에 대해서는 보상을 받을 것이라고 말했다. 음낭가과는 2018년 총선을 앞두고 하라레주 브로데일에서 짐바브웨 백인들을 대상으로 공개회의를 열어 토지개혁 프로그램에 따라 압류된 많은 백인 농장들이 농사에 대해 잘 모르는 공무원, 군인, 부족장들에게 갔다는 사실을 시인한 뒤 백인들에게 물었다. 그의 정부와 함께 일하게 될 것이다. 이 연설은 야당 정치인들 사이에서 엇갈린 반응을 얻었으며 평론가들은 무가베의 정책을 변화시키고 백인 유권자들을 설득하기 위한 시도라고 평가했다.
음낭가과는 짐바브웨 군부와 ZANU-PF 고위인사에 대한 유럽 연합과 미국의 제재 중단을 요구하며 2018년 총선이 계획대로 치러질 것이라고 밝혔다.

### 대외 관계

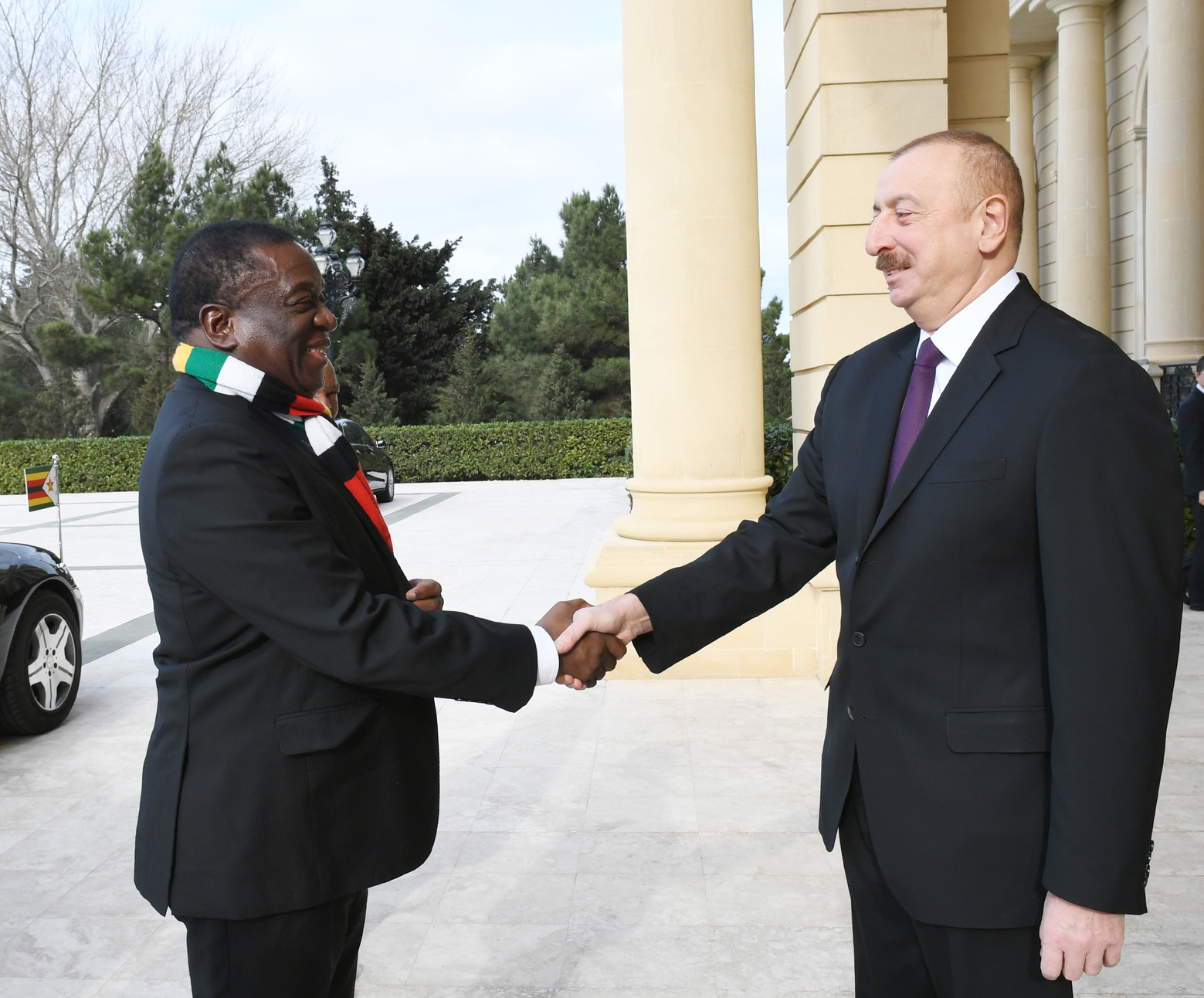
음낭가과는 2019년 1월, 아제르바이잔의 대통령 일함 알리예프와 함께 대통령직을 수행했다.

2018년 1월 18일, 음낭가과는 유엔, 유럽 연합, 영연방을 초청하여 짐바브웨의 선거를 감시하고자 하는 그의 열망을 나타냈다. 또한 음낭가과는 영국과 좋은 관계를 회복하고 추가적으로 영연방에 재가입하기를 희망한다는 뜻을 내비쳤다.
2021년 3월 3일, 미국의 대통령 조 바이든은 음낭가와의 민주적 개혁과 시민들의 폭력적인 탄압을 비판하는 성명을 발표하고 행정명령 13288에서 선포된 국가 비상사태를 통해 짐바브웨에 대한 미국의 제재 연장을 승인했다. 미국의 결정에 앞서 음낭가와 장관은 미국이 짐바브웨에 대해 "도덕적인 제재를 가할 권리가 없다"고 주장했었다.

### 비판
2017년 12월 3일, 그의 새 내각 임명은 비판을 받았고, 이로 인해 그는 2명의 각료를 교체하게 되었다.
2017년 12월 6일, 음낭가과는 군과 경찰 조직원들이 하라레 거리에서 노점상들을 몰아내고 그들이 판매하려던 상품을 가져갔다는 이유로 비난을 받았다. 일부 노점상들은 음낭가과가 로버트 무가베보다 더 나았다며 "무가베는 우리 물건을 빼앗기 위해 군인들을 보낸 적이 없다"고 말하는 것을 들었다.

### 암살 시도
7월 31일, 예정된 선거를 앞두고 불라와요의 화이트시티 스타디움에서 열린 집회가 끝난 후 연단을 나서는 동안 음낭가과에 수류탄이 투척되어 폭발했다. 음낭가과는 제1부통령과 제2부통령 콘스턴틴 치웽가, 켐보 모하디, 제1부통령 부인 매리 치웬가 등 ZANU-PF 당원 몇 명이 부상을 입었지만 무사히 탈출했다.

### 연료 시위

짐바브웨 준비은행이 발표한 자료 그래프는 연료비 인상에 앞서 몇 달 동안 인플레이션이 급증했음을 보여준다.

2019년 1월, 음낭가과는 범법자들이 휘발유를 사서 주변 국가로 운송하는 석유 밀수 활동을 막기 위해 연료 가격을 130% 인상할 것이라고 발표했다. 금융 및 에너지 위기는 짐바브웨의 채권 동전과 지폐에서 비롯되었으며, 미국 달러와 관련된 것으로 알려졌지만 실제로는 그 가치가 눈에 띄게 떨어졌다. 이러한 이유로 대리 통화는 그 실제 가치보다 더 큰 가치가 있는 것으로 취급되어 인위적으로 낮은 가격을 초래하고 있었고, 밀수업자들에 의한 이익과 재판매를 위해 이 통화와 함께 구입한 연료의 수출은 대리 통화를 뒷받침하는 경화로서 중대한 문제를 제기하였고, 짐바브웨의 모든 석유를 외국에서 구입하기 위해 국가가 사용함으로써 인플레이션을 악화시키고 채권의 실질 가치를 떨어뜨린다. 음낭가과 정부는 2018년 10월, 18%를 정점으로 했던 물가상승률을 낮추기 위한 조치로 채권 통화를 유지한 채 사실상 세계 최고 수준으로 가격을 인상해 당시까지 최고였던 홍콩의 연료 가격을 넘어섰고, 가격 인상이 발표된 이후 전국적인 시위가 벌어졌다. 경찰과 군은 진압으로 대응하여 수백 명의 체포자와 12명의 사망자를 냈다. 음낭가과는 보안군의 위법 행위에 대한 주장이 조사될 것이라고 말했다.

### 재선
음낭가과는 2023년 8월 23일에 선거 결과에 이의를 제기하며 두 번째 임기로 재선되었다. 그의 정당 (ZANU-PF)은 독립 이후 대통령직을 장악한 유일한 정당이었고, 그와 그의 전임자인 로버트 무가베와 카난 바나나도 국가 역사상 유일한 대통령이었기 때문에 선거 결과는 많은 의혹을 불러일으켰으며, 상대 정당의 사기 혐의 (약 8% 차이로 패배)도 제기되었다.
2024년 9월 2일, 음낭가과는 2028년에 3선에 도전하지 않을 것이며 그때까지 임기를 마칠 것이라고 발표했다.

## 정치적 입장

### 토착화 및 흑인 경제력 강화
음낭가과는 1990년대 초부터 벤 무체, 존 마폰데라, 폴 탕기 모바 음콘도와 같은 저명한 토착 사업가들과 싱크탱크 및 로비 그룹 IBDC의 조언에 따라 "토착화 및 흑인 경제력 강화" 계획을 실행하는데 핵심적인 역할을 해왔다.  이 법안에는 냉랭한 정부 정책 및 흑인 경제 권한 부여에 특화된 부처의 개발, 즉 토착화와 경제 권한 부여 법안 등이 포함되어 있다. 음낭가과는 국가 자원이 짐바브웨 방위군에 의해 보호되어야 한다고 믿는다.

### 반인도 정서
짐바브웨 선거가 있기 몇 달 전, 짐바브웨 정부에 의한 광범위한 경제적 실정 가운데 음낭가과는 인도계 짐바브웨인들이 기본적인 물품을 사재기하고 있다고 비난하고 그들의 재산을 압류하겠다고 위협했다.

### 친 바나나 성향
에머슨 음낭가과는 대통령에 취임하자마자 카난 바나나의 미망인인 자넷 바나나에게 엄청나게 비싼 외제 차량을 아무 이유 없이 선물로 줬다. 이후 카난 바나나의 가족들에게 생활비로 사용하라고 돈을 송금하고 카난 바나나의 가족들에게 짐바브웨로 귀국하면 돌봐주겠다고 약속했다. 이에 카난 바나나의 가족들은 런던을 떠나 짐바브웨로 귀국했으며 에머슨 음낭가과는 돌아와줘서 고맙다면서 카난 바나나의 가족들에게 매월 연금을 지급하고 있으며 바나나의 가족들에게는 모든 의료 비용을 국비 처리했다. 바나나의 가족들은 에머슨 음낭가과의 배려 덕분에 병원을 공짜로 이용하고 있다.

## 역대 선거 결과
| 선거명      | 직책명          | 대수 | 정당                                    | 득표율 | 득표수      | 결과 | 당락 |
| ----------- | --------------- | ---- | --------------------------------------- | ------ | ----------- | ---- | ---- |
| 2018년 선거 | 짐바브웨 대통령 | 3대  | 짐바브웨 아프리카 민족 연맹 - 애국 전선 | 51.44% | 2,456,010표 | 1위  |      |
| 2023년 선거 | 짐바브웨 대통령 | 3대  | 짐바브웨 아프리카 민족 연맹 - 애국 전선 | 52.60% | 2,350,711표 | 1위  |      |